# Ossaea grandifolia
Ossaea grandifolia är en tvåhjärtbladig växtart som beskrevs av Henry Allan Gleason. Ossaea grandifolia ingår i släktet Ossaea och familjen Melastomataceae. Inga underarter finns listade i Catalogue of Life.